# Carabus starckianus
Carabus starckianus es una especie de insecto adéfago del género Carabus, familia Carabidae. Fue descrita científicamente por Ganglbauer en 1886.
Habita en Rusia.